# 앨런 투세인트
앨런 투세인트(영어: Allen Toussaint, 1938년 1월 14일 ~ 2015년 11월 10일)는 미국의 음악가, 작곡가, 편곡가, 음악 프로듀서로, 1950년대부터 세기말까지 뉴올리언스 리듬 앤 블루스에서 영향력 있는 인물로, "대중 음악의 위대한 뒷공간 인물 중 한 명"으로 묘사되었다.

## 명예

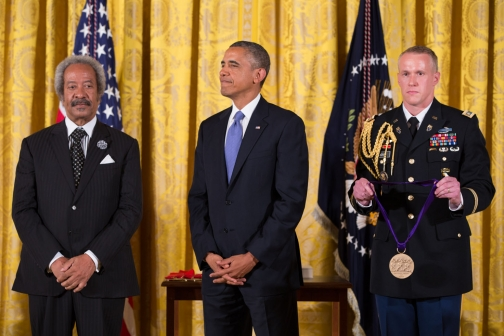
앨런 투세인트가 2013년 국가예술훈장을 받았다.

투세인트는 1998년 로큰롤 명예의 전당, 2009년 루이지애나 음악 명예의 전당, 2011년 송라이터 명예의 전당, 블루스 명예의 전당에 헌액되었다. 2013년에는 버락 오바마 대통령으로부터 국가예술훈장을 받았다. 2016년 블루스 뮤직 어워드에서 파인톱 퍼킨스 피아노 연주자 타이틀을 사후에 거머쥐었다.

## 음반 목록
- The Wild Sound of New Orleans (1958)
- Toussaint (1971)
- Life, Love and Faith (1972)
- Southern Nights (1975)
- Motion (1978)
- I Love A Carnival Ball, Mr Mardi Gras Starring Allen Toussaint (1987)
- Connected (1996)
- A New Orleans Christmas (1997)
- Allen Toussaint's Jazzity Project: Going Places (2004)
- The Bright Mississippi (2009)
- American Tunes (2016)